# Cmentarz wojenny w Charlężu
Cmentarz wojenny w Charlężu – cmentarz z I wojny światowej znajdujący się opodal wsi Charlęż w województwie lubelskim, w powiecie łęczyńskim, w gminie Spiczyn.
Cmentarz ma kształt prostokąta o wymiarach około 29 na 23 m. Położony jest na zachód od wsi. W pierwotnym założeniu składał się z kopca i 39 mogił zbiorowych i pojedynczych, otoczonych wałem i rowem, a obecnie parkanem.
Pierwotnie pochowano na nim ok. 400 żołnierzy:
- austro-węgierskich z m.in.:
  - 14 pułku piechoty
  - 18, 21 i 34 pułku Landsturm
- rosyjskich

poległych 3-4 sierpnia 1915 w obronie Charlęża i Bystrzycy.
W czasie wojny przeniesiono tu pochówki:
- 29 żołnierzy austro-węgierskich
- 3 żołnierzy Rosyjskiego|rosyjskich

z cmentarza parafialnego w Bystrzycy.
W 1934 r. przeniesiono tu pochówki z cmentarza wojennego w Zawieprzycach.